# Ghostrunner
Ghostrunner là một tựa game thể loại cyberpunk hành động được triển khai bởi sự phát triển của Studio One More Level (Ba Lan) và xuất bản bởi All in! Games, sẽ được phát hành cho PC, Xbox One và PlayStation 4 vào năm 2020. Ghostrunner được đồng sản xuất bởi 3D Realms và được đồng phát triển bởi Slipgate Ironworks.

## Trò chơi
Ghostrunner lấy bối cảnh trong tương lai, sau thảm họa toàn cầu. Một thành phố trong một tòa tháp khổng lồ là pháo đài cuối cùng của loài người. Bạo lực và nghèo đói dẫn đến một cuộc nổi loạn. Người chơi đảm nhận vai trò của một vị anh hùng, người duy nhất, có thể chiến đấu cả trong thế giới vật lý và trong không gian ảo. Mục đích là để leo lên tòa tháp và đánh bại người cai trị của nó, Keymaster. Cơ chế cốt lõi của trò chơi là one-hit-one-kill, điều đó có nghĩa là một đòn tấn công là đủ để giết kẻ thù hoặc anh hùng.
Trò chơi được tạo bằng Unreal Engine 4 và hỗ trợ công nghệ RTX của Nvidia .

## Phát hành
Ghostrunner đã được công bố trong Gamescom 2019. Bản demo đã phát hành từ ngày 6 tháng 5 đến ngày 13 tháng 5 năm 2020 trên Steam. Trò chơi đã nhận được những bình luận tích cực trước khi phát hành. Forbes gọi trò chơi là sự pha trộn giữa Titanfall, Dishonored và Superhot.  Andy Chalk từ PC Gamer gọi trò chơi là sự pha trộn giữa Mirror's Edge và Dishonored.